# فرانشيسكا براون
فرانشيسكا براون (بالألمانية Franziska Braun ) هي والدة إيفا براون عشيقة الزعيم النازي ادولف هتلر لفترة طويلة. ، أصبحت حماة أدولف لمدة 48 ساعة فقط من زواج ابنتها به قبل أن ينتحرا. عاشت فرانشيسكا براون أغلب مراحل شبابها في ميونيخ حيث كانت تعمل خياطة، تزوجت من مدرس يدعى فريتز براون (توفي 1964) ثم تطلقت منه في عام 1921 م، بعد حوالي سنة من طلاقهما تزوجت به للمرة الثانية في عام 1922م ولكن هذه المرة تزوجت به بسبب ضغوط مالية عليها.
بقيت في مراحل حياتها الأخيرة في مدينة روبولدينغ، بافاريا حيث توفيت فيها عام 1976م عن عمر ناهز 96 سنة .